# Phil Gwatkin
Phil Gwatkin (5 tháng 8 năm 1929 – 9 tháng 7 năm 2006) là một cầu thủ bóng đá người Anh, từng thi đấu ở vị trí tiền vệ chạy cánh tại Football League cho Wrexham và Tranmere Rovers.